# Ratpenat de xarretera de Wahlberg
El ratpenat de xarretera de Wahlberg (Epomophorus wahlbergi) és una espècie de ratpenat de la família dels pteropòdids que habita a Angola, Botswana, Burundi, la República del Congo, la República Democràtica del Congo, el Gabon, Kenya, Malawi, Moçambic, Ruanda, Somàlia, Sud-àfrica, Eswatini, Tanzània, Uganda, Zàmbia i Zimbàbue. Els seus hàbitats són els boscos, les sabanes i els matollars, a altituds d'entre 0 i 2.000 msnm. No hi ha cap amenaça significativa per a la supervivència d'aquesta espècie.